# 후쿠로다역
후쿠로다역(일본어: 袋田駅)은 일본 이바라키현 구지군 다이고정에 위치한 동일본 여객철도 스이군선의 철도역이다. 단선 승강장 1면 1선의 구조를 갖춘 지상역이다.

## 이용 현황
| 승차 인원 추이 | 승차 인원 추이 |
| 연도           | 1일 평균       |
| -------------- | -------------- |
| 2001           | 149            |
| 2002           | 159            |
| 2003           | 147            |
| 2004           | 149            |
| 2005           | 152            |
| 2006           | 144            |
| 2007           | 149            |
| 2008           | 160            |
| 2009           | 133            |
| 2010           | 104            |
| 2011           | 85             |
| 2012           | 81             |
| 2013           | 82             |
| 2014           | 74             |
| 2015           | 83             |

## 역 주변
- 국도 제118호선 · 국도 제461호선
- 구지 강

## 역사
- 1927년 3월 10일 : 국유철도의 역으로서 개업.
- 1962년 11월 20일 : 화물 취급 폐지.
- 1983년 6월 1일 : 스이군선 CTC화에 의해 무인화. 역사 안에 지방공공단체에서 승차권 발매를 위탁했던 간이위탁역으로 됨. 교행 설비는 CTC화 이전에 철거됨.
- 1987년 4월 1일 : 일본국유철도 분할 민영화에 의해, 동일본 여객철도가 승계.

## 인접 역
| 스이군선             | 스이군선   | 스이군선                   |
| -------------------- | ---------- | -------------------------- |
| 가미오가와 미토 방면 | ■ 스이군선 | 히타치다이고 고리야마 방면 |